# Ghosts 'n' Stuff
Singles de Deadmau5
I Remember
(2008) Strobe
(2010)
Pistes de For Lack of a Better Name
Moar Ghosts 'n' Stuff
(2) Hi Friend!
(4)
Ghosts 'n' Stuff est une chanson du DJ et compositeur Deadmau5 en collaboration avec Rob Swire sortie le 25 novembre 2008 sous le label américain Ultra Records. 2e single extrait du 4e album studio For Lack of a Better Name (2009), la chanson a été écrite par Joel Zimmerman et Rob Swire. Ghosts 'n' Stuff est produite par Deadmau5. Le single se classe numéro 12 au Royaume-Uni et numéro 1 du classement Hot Dance Airplay aux États-Unis.

## Liste des pistes
1. "Ghosts 'n' Stuff" (Radio Edit) – 3:11
2. "Ghosts 'n' Stuff" (Extended Version) – 5:27
3. "Moar Ghosts 'n' Stuff" (Original Mix) – 4:57
4. "Ghosts 'n' Stuff" (Nero Remix) – 6:55
5. "Ghosts 'n' Stuff" (Sub Focus Remix) – 4:26
6. "Ghosts 'n' Stuff" (Original Instrumental Mix) – 6:10

## Classement et succession

### Classement par pays
| Classement (2009)                      | Meilleure position |
| -------------------------------------- | ------------------ |
| Canada Canadian Hot 100                | 53                 |
| Royaume-Uni (UK Singles Chart)         | 12                 |
| Royaume-Uni (UK Dance Chart)           | 2                  |
| États-Unis Billboard Hot Dance Airplay | 1                  |
| Triple J Hottest 100                   | 96                 |